# Îlet Tartane
Îlet Tartane är en obebodd ö i Martinique.  Den ligger i den nordöstra delen av Martinique, 24 km nordost om huvudstaden Fort-de-France.